# Paropioxys negus
Paropioxys negus är en insektsart som beskrevs av William Lucas Distant 1906. Paropioxys negus ingår i släktet Paropioxys och familjen Eurybrachidae. Inga underarter finns listade i Catalogue of Life.